# Synagoga Młodsza w Brajłowie
Synagoga Młodsza w Brajłowie – bóżnica znajdująca się na Ukrainie w Brajłowie na terenie zamkniętego zakładu przemysłowego.
Została zbudowana na początku XX wieku. Architekt nadał jej kostium historyczny. Jest budynkiem jednopiętrowym, murowanym cegłą o kolorze piaskowym. Na szczycie fasady znajduje się gwiazda Dawida ułożona z cegły o innym kolorze. Zachowało się wiele ozdób: m.in. pilastry, gzymsy, drzwi i obramienia okien.